# Drew Fuller
Pour les articles homonymes, voir Fuller.
Andrew ''Drew'' Alan Fuller, est un acteur, réalisateur, producteur, scénariste et mannequin américain, né le 19 mai 1980 à Atherton, San Mateo, Californie, États-Unis.
Il se fait connaître par le rôle de Chris Halliwell dans la série télévisée Charmed (2003-2006) et par celui de Trevor LeBlanc dans la série télévisée American Wives (2007-2012).

## Biographie

### Jeunesse et mannequinat
Andrew Alan Fuller, né le 19 mai 1980 à Atherton, dans le comté de San Mateo, en Californie, aux États-Unis.
Il a une sœur, Hilary Fuller.
Drew Fuller devient très vite mannequin, il a été découvert pour la première fois dans le monde du mannequinat à l'âge de douze ans par un ami de la famille qui l'a mis en couverture du magazine UCLA.
À l'âge de seize ans, il est devenu un modèle de choix pour de grandes entreprises telles que Prada, Club Med ou Tommy Hilfiger. Il apparaît aussi dans de nombreuses publicités dont une pour la marque Pepsi,.

### Vie privée
En 2005, il a été en couple avec l'actrice canadienne Sarah Carter.
En 2015, il fut en couple avec l'actrice australienne Claire van der Boom.

## Carrière

### Débuts
Après cette courte carrière, il entreprend de devenir acteur. Mais les débuts sont assez difficiles. Il réussit à décrocher des petits rôles comme dans le vidéofilm Voodoo Academy de David DeCoteau, qui sera suivi du thriller Les Anges ne dorment pas avec Robert Patrick et Roy Scheider. Puis, il joue son premier rôle dans Vampire Clan de John Webb, dans lequel il incarne un tueur en série aux côtés d'Alexandra Breckenridge.
Il apparaît en 2001 dans le clip vidéo de Wherever You Will Go (en) du groupe The Calling ainsi que dans le clip Over (en) de Lindsay Lohan. Enfin, il apparaît brièvement dans le clip de Jennifer Love Hewitt, BareNaked.

### Révélation deCharmedàAmerican Wives
Mais c'est grâce à la série Charmed qu'il se fait un nom dans le métier. Il interprète Chris Halliwell, venu du futur, fils de Piper Halliwell (Holly Marie Combs) et de Léo Wyatt (Brian Krause) et frère de Wyatt Halliwell. Il joue dans les deux derniers épisodes de la saison 5, puis il est membre de la distribution principale de la saison 6, avant de se contenter d'apparitions en tant que guest-star dans la saison 7 ainsi que dans l'ultime épisode de la saison 8, Forever Charmed.
Entre-temps, il est le premier rôle du drame The Ultimate Gift avec la jeune Abigail Breslin et le vétéran James Garner.
En 2007, il joue un rôle secondaire dans Loaded (en), avec Jesse Metcalfe et dans la comédie romantique Blonde Ambition avec Jessica Simpson, qui est considéré comme brillant et culte pour son écriture, ainsi que pour les nombreuses références qu’il contient,,,,,.La même année, il fait son retour à la télévision dans American Wives (Army Wives), l'histoire de femmes de militaires aux États-Unis avec Sally Pressman, Kim Delaney, Sterling K. Brown et Catherine Bell. Il incarne le soldat Trevor LeBlanc, le mari du personnage de Sally Pressman. La série suit le quotidien de quatre épouses, et un époux, de militaires sur une base de l'armée américaine.
En parallèle, il est la vedette du téléfilm Le Défi de Kylie réalisé par Peter Werner, aux côtés de Michelle Trachtenberg et Billy Campbell.
En 2011, il joue dans un épisode de la saison 3 de NCIS : Los Angeles,. En 2012, c'est avec une partie importante de la distribution principale qu'il quitte American Wives à l'issue de la saison 6. La série ne survivra qu'une saison de plus après ces départs.

### Passage au second plan et diversification

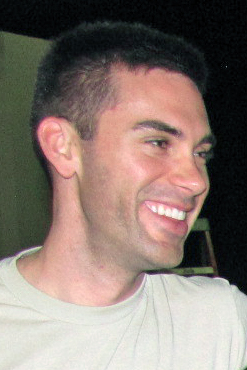
Drew Fuller en 2012.

Par la suite, l'acteur peine à renouer avec le succès et doit se contenter de plusieurs apparitions dans des petits films ou autres téléfilms.
En 2014, il joue dans Entre le cœur et la raison, un téléfilm Hallmark Channel réalisé par Ron Oliver.
En 2015, il apparaît dans un épisode de Longmire. Cette année-là, il est aussi à l'affiche de Trouver l'amour à Charm, un téléfilm sur la communauté Amish, aux côtés de Trevor Donovan et Danielle Chuchran.
En 2017, il réalise un court métrage intitulé The Feminist.
En 2022, il crée avec Brian Krause et Holly Marie Combs le podcast « The House of Halliwell », disponible entre autres sur Apple Podcast ou Spotify, ce podcast est gratuit|url=https://www.podcasts.Apple.com/us/podcast/the-house-of-halliwell-a-charmed-rewatch-podcast%7C Il est possible d’apporter son soutien via Patreon |url=https://www.patreon.com/thehouseofhalliwell%7C

## Filmographie

### Cinéma

#### Longs métrages
- 2000 : Voodoo Academy de David DeCoteau : Paul St. Clair (vidéofilm)
- 2002 : Les Anges ne dorment pas (Angels Don't Sleep Here) de Paul Cade : Teenage Jesse
- 2002 : Vampire Clan (en) de John Webb : Roderick 'Rod' Justin Farrell
- 2004 : Close Call de Jimmy Lee : Sam
- 2006 : Contrat à haut risque (Final Contract: Death on Delivery) d'Axel Sand : David Glover
- 2006 : The Ultimate Gift de Michael O. Sajbel : Jason Stevens
- 2007 : Numbered with the Dead de John Wiehn : Tommy 'Two Toes' Garelli (vidéofilm)
- 2007 : Blonde Ambition de Scott Marshall : Billy
- 2008 : Loaded (en) d'Alan Pao : Brendan
- 2010 : The Kane Files: Life of Trial de Benjamin Gourley : Scott Kane
- 2014 : Fatal Instinct de Luciano Saber : Danny Gates
- 2015 : Bachelors de Kenny Young : Sean
- 2017 : Mas Que Hermanos de Arianne Benedetti : Chris Vianni
- 2020 : Test Pattern de Shatara Michelle Ford : Mike

#### Court métrage
- 2001 : One de Stewart Hendler : Cole
- 2013 : Deadline: The Nikki Finke Story de Jody Lambert : Jay Penske

### Télévision

#### Séries télévisées
- 1999 : Partners : Tom (saison 1, épisode 3)
- 2003 : Newport Beach (The O.C) : un garçon à la plage (saison 1, épisode 1)
- 2003 : Black Sash : Nick Reed (3 épisodes)
- 2003 - 2006 : Charmed : Christopher « Chris » Perry Halliwell (rôle principal, saison 6 ; invité saisons 5, 7 et 8 - 25 épisodes)
- 2006 : Huff : Josh (saison 2, épisode 8)
- 2007 - 2012 : American Wives (Army Wives) : Trevor LeBlanc (rôle principal, saisons 1 à 6 - 104 épisodes)
- 2011 : NCIS : Los Angeles : Connor Maslin (saison 3, épisode 7)
- 2015 : Longmire : Noah (saison 4, épisode 4)
- 2018 : All Wrong : Branderson (saison 2, épisode 3)
- 2022 : The Rookie : Oliver Paoletta (saison 5, épisode 11)

#### Téléfilms
- 2002 : Home of the Brave de Steve Miner : Justin Briggs'
- 2008 : Le Défi de Kylie (The Circuit) de Peter Werner : Kid Walker
- 2014 : Entre le cœur et la raison (Perfect on Paper) de Ron Oliver : John « Coop » Cooper
- 2015 : Trouver l'amour à Charm (Love Finds You in Charm) de Terry Cunningham : Andy Nox
- 2016 : Unis par le sang (Dispatch) de Craig Moss : Tim
- 2019 : Love, Fall & Order de Clare Niederpruem : Ben

### Clips vidéo
- 2001 : Wherever You Will Go du groupe The Calling.
- 2002 : BareNaked de Jennifer Love Hewitt.
- 2004 : Over de Lindsay Lohan.

### En tant que réalisateur
- 2017 : A Bunch of Dicks (mini-série)
- 2017 : The Feminist (court métrage)
- 2019 : Death of Me de Brandon Jenner (clip vidéo)

### En tant que producteur
- 2017 : Más que hermanos de Arianne Benedetti (long métrage)
- 2017 : A Bunch of Dicks (mini-série, producteur exécutif)

### En tant que scénariste
- 2017 : A Bunch of Dicks (mini-série)

## Distinctions
Sauf indication contraire ou complémentaire, les informations mentionnées dans cette section proviennent de la base de données IMDb.

### Récompenses
- Festival du film de San Diego 2010 : meilleur acteur pour The Kane Files: Life of Trial